# Sunshine Hockey League 1993/94
Die Saison 1993/94 war die zweite reguläre Saison der Sunshine Hockey League. Während der regulären Saison bestritten die vier Teams jeweils 52 Spiele. In den Play-offs setzten sich die West Palm Beach Blaze durch und gewannen den zweiten Sunshine Cup in ihrer Vereinsgeschichte.

## Reguläre Saison

### Abschlusstabelle
Abkürzungen: GP = Spiele, W = Siege, L = Niederlagen, T = Unentschieden, OTL = Niederlage nach Overtime, GF = Erzielte Tore, GA = Gegentore, Pts = Punkte
|                          | GP | W  | L  | OTL | GF  | GA  | Pts |
| ------------------------ | -- | -- | -- | --- | --- | --- | --- |
| West Palm Beach Blaze    | 54 | 37 | 14 | 3   | 282 | 205 | 77  |
| Jacksonville Bullets     | 54 | 32 | 21 | 1   | 290 | 229 | 65  |
| Lakeland Ice Warriors    | 54 | 23 | 28 | 3   | 280 | 301 | 48  |
| Daytona Beach Sun Devils | 54 | 16 | 34 | 3   | 210 | 327 | 35  |

## Sunshine-Cup-Playoffs
|  | Sunshine-Cup-Halbfinale | Sunshine-Cup-Halbfinale  | Sunshine-Cup-Halbfinale |  |  | Sunshine-Cup-Finale | Sunshine-Cup-Finale   | Sunshine-Cup-Finale |
|  |                         |                          |                         |  |  |                     |                       |                     |
|  |                         |                          |                         |  |  |                     |                       |                     |
|  | 1                       | West Palm Beach Blaze    | 2                       |  |  |                     |                       |                     |
|  | 4                       | Daytona Beach Sun Devils | 0                       |  |  |                     |                       |                     |
|  |                         |                          |                         |  |  | 1                   | West Palm Beach Blaze | 3                   |
|  |                         |                          |                         |  |  | 2                   | Jacksonville Bullets  | 0                   |
|  | 2                       | Jacksonville Bullets     | 2                       |  |  |                     |                       |                     |
|  | 3                       | Lakeland Ice Warriors    | 0                       |  |  |                     |                       |                     |
|  |                         |                          |                         |  |  |                     |                       |                     |